# William Wilka
William Wilka Tapeiero (ur. 20 marca 1947 w Asunción) – paragwajski strzelec, olimpijczyk. 
Brał udział w Letnich Igrzyskach Olimpijskich 1984 (Los Angeles). Startował tylko w konkurencji strzelania z pistoletu szybkostrzelnego z odległości 25 metrów, w której zajął 46. miejsce ex aequo z dwoma zawodnikami.

## Wyniki olimpijskie
| Igrzyska | Konkurencja                   | Wynik       | Miejsce     | Źródło |
| -------- | ----------------------------- | ----------- | ----------- | ------ |
| IO 1984  | Pistolet szybkostrzelny, 25 m | 560 punktów | 46T (na 55) | [ 1 ]  |